# Yangonang
Yangonang est un village de la Région du Littoral au Cameroun, situé dans la commune de Dibombari, au prolongement de la route qui relie Bwélélo à Yabea.

## Population et développement
En 1967, la population de Yangonang était de 58 habitants, essentiellement des Bakoko. Elle était de 27 lors du recensement de 2005.